# حسن اکرمی
حسن اکرمی (زادهٔ ۱۵ شهریور ۱۳۶۳ در گنبد کاووس) داور فوتبال اهل ایران است. وی در سال ۱۳۸۰ داوری را شروع کرده و از سال ۱۳۹۰ در لیگ برتر فوتبال ایران قضاوت می‌کند.
اکرمی که دانش‌آموخته رشته مدیریت ورزشی است،‌ از سال ۲۰۱۳ در لیست داوران بین‌المللی فوتبال ایران حضور دارد و تجربه قضاوت در لیگ قهرمانان آسیا،‌ سوزوکی کاپ آسیا،‌ مقدماتی جام جهانی، مقدماتی جام ملت های آسیا و المپیک شرق آسیا 
و قهرمانی فوتبال کافا را در کارنامه خود دارد.